# Nosavana laosensis
Nosavana laosensis là một loài bọ cánh cứng trong họ Cerambycidae.